# Elezioni regionali in Umbria del 1995
Le elezioni regionali italiane del 1995 in Umbria si sono tenute il 23 aprile. Esse hanno visto la vittoria di Bruno Bracalente, sostenuto dal centro-sinistra, che ha sconfitto il candidato del Polo, Riccardo Pongelli.

## Risultati
| Candidati                                     | Candidati                                             | Voti                                 | %     | Liste                              | Voti    | %     | Seggi |
| --------------------------------------------- | ----------------------------------------------------- | ------------------------------------ | ----- | ---------------------------------- | ------- | ----- | ----- |
|                                               | Bruno Bracalente (Progetto Democratico) ✔️ Presidente | 331 349                              | 59,94 | Partito Democratico della Sinistra | 199 779 | 38,58 | 10    |
| Partito della Rifondazione Comunista          | Bruno Bracalente (Progetto Democratico) ✔️ Presidente | 331 349                              | 59,94 | 56 894                             | 10,99   | 3     |       |
| Insieme per l'Umbria                          | Bruno Bracalente (Progetto Democratico) ✔️ Presidente | 331 349                              | 59,94 | 21 458                             | 4,14    | 1     |       |
| Patto dei Democratici                         | Bruno Bracalente (Progetto Democratico) ✔️ Presidente | 331 349                              | 59,94 | 19 874                             | 3,84    | 1     |       |
| Federazione Laburista                         | Bruno Bracalente (Progetto Democratico) ✔️ Presidente | 331 349                              | 59,94 | 10 451                             | 2,02    | –     |       |
| Federazione dei Verdi                         | Bruno Bracalente (Progetto Democratico) ✔️ Presidente | 331 349                              | 59,94 | 9 884                              | 1,91    | –     |       |
| Unione dei Progressisti                       | Bruno Bracalente (Progetto Democratico) ✔️ Presidente | 331 349                              | 59,94 | 6 103                              | 1,18    | –     |       |
| Seggi assegnati alla lista regionale          | Seggi assegnati alla lista regionale                  | Seggi assegnati alla lista regionale | 59,94 | 3                                  |         |       |       |
|                                               | Riccardo Pongelli                                     | 215 570                              | 39,00 | Forza Italia - Il Polo Popolare    | 93 841  | 18,12 | 7     |
| Alleanza Nazionale - Uniti per l'Umbria - CPA | Riccardo Pongelli                                     | 215 570                              | 39,00 | 84 065                             | 16,23   | 5     |       |
| Centro Cristiano Democratico                  | Riccardo Pongelli                                     | 215 570                              | 39,00 | 11 124                             | 2,15    | –     |       |
|                                               | Mauro Fonzo                                           | 5 867                                | 1,06  | Lista Pannella - Riformatori       | 4 368   | 0,84  | –     |
| Totale                                        | Totale                                                | 552 786                              | 100   |                                    | 517 814 | 100   | 30    |